# Kazimieras Vasiliauskas
Kazimieras "Kazim" Vasiliauskas, född 2 augusti 1990 i Kaišiadorys, Litauen, är en litauisk racerförare.

## Racingkarriär
Efter att ha kört karting i sex år tog Vasiliauskas klivet upp till formelbilsracing 2008. Redan första året blev han tvåa i Formula Renault 2.0 Italia Winter Cup bakom Daniel Mancinelli. Året efter körde han parallellt i FIA Formula Two Championship och Formula Palmer Audi. I FIA Formula Two Championship lyckades han bli sjua totalt, efter att ha vunnit ett race på Autodromo Enzo e Dino Ferrari. I Formula Palmer Audi blev han tvåa, med två segrar, efter Richard Plant. 2010 fortsatte han med FIA Formula Two Championship och vann säsongens sista race, som gick på Circuit de la Comunitat Valenciana Ricardo Tormo. Totalt slutade han som fyra i mästerskapet med bland annat ytterligare fem pallplatser.
| År                                               | Klass/Mästerskap                      | Team                              | Bil                                      | Totalt/poäng | Bästa placering               |
| ------------------------------------------------ | ------------------------------------- | --------------------------------- | ---------------------------------------- | ------------ | ----------------------------- |
| 2008                                             | Formula Renault 2.0 Eurocup           | Prema Powerteam                   | Tatuus FR2000 (Renault)                  | -/0p         | 16:e i Barcelona (Race 2)     |
| 2008                                             | Formula Renault 2.0 Italia            | Prema Powerteam                   | Tatuus FR2000 (Renault)                  | 21:a/30p     | 5:a på Hungaroring (Race 1)   |
| 2008                                             | Formula Renault 2.0 Italia Winter Cup | CO2 Motorsport                    | Tatuus FR2000 (Renault)                  | 2:a/54p      | 1:a på Imola (Race 2)         |
| 2009                                             | Formula Palmer Audi                   | Formula Palmer Audi               | Van Diemen Spec Formula (Audi 1.8 Turbo) | 2:a/313p     | Två segrar                    |
| 2009                                             | FIA Formula Two Championship          | Darsena Management (huvudsponsor) | Williams JPH1 F2 (Audi)                  | 7:a/45p      | 1:a på Imola (Race 1)         |
| 2010                                             | FIA Formula Two Championship          | Darsena (huvudsponsor)            | Williams JPH1B F2 (Audi)                 | 4:a/153p     | 1:a på Ricardo Tormo (Race 2) |
| Senast uppdaterad: 2010-09-19 (5223 dagar sedan) |                                       |                                   |                                          |              |                               |